# Cancelliere (ecclesiastico)
Quello di cancelliere è un titolo ecclesiastico utilizzato da diversi funzionari ben distinti di alcune Chiese cristiane.

## Nella Chiesa cattolica
Nella Chiesa cattolica il cancelliere è uno dei più alti funzionari della curia diocesana o eparchiale. Normalmente esso è un presbitero, a volte può essere un diacono o un laico. Il cancelliere conserva gli archivi ufficiali della diocesi, funge da segretario generale e notaio della Curia perché cura che la redazione degli atti sia compiuta e la loro pubblicazione, li certifica e controfirma. La sua firma fa fede pubblica. 
Generalmente gestisce gli uffici amministrativi e talvolta le finanze e il personale di una diocesi o di una eparchia. Può essere assistito da uno o più vice-cancellieri. Sebbene gestisca i documenti e l'ufficio (chiamato cancelleria), non ha un'autorità giurisdizionale effettiva: infatti il vescovo della diocesi esercita l'autorità decisionale attraverso il suo vicario giudiziale in materia giudiziaria e attraverso il vicario generale-moderatore della curia per le questioni amministrative.

## Nella Chiesa d'Inghilterra
Nella Chiesa d'Inghilterra, il cancelliere è il giudice del tribunale del concistoro. L'ufficio del cancelliere diocesano combina tecnicamente quello del preside (che presiede e rappresenta il vescovo nel tribunale del concistoro) con quello del vicario generale (che funge da rappresentante del vescovo nelle questioni giuridiche e amministrative non giudiziarie). L'ufficio era anche conosciuto storicamente in alcune diocesi come commissario o commissario generale. Oggi il titolo di commissario generale viene usato solo nella diocesi anglicana di Canterbury.
- - nelle cattedrali della Chiesa d'Inghilterra, il canonico cancelliere (più comunemente noto semplicemente come cancelliere) è uno dei canonici della cattedrale che ha una particolare responsabilità per le questioni di educazione e di studio, spesso fungendo da bibliotecario e archivista della cattedrale. Il cancelliere è in genere uno dei quattro principali dignitari nel capitolo della cattedrale. Gli altri sono il decano, il precentore e il tesoriere.
- Nella Chiesa metodista unita, ogni Conferenza annuale ha un cancelliere della conferenza che è o un avvocato o un giudice attivo o in pensione che funge da consulente legale e rappresentante della Conferenza annuale. Mentre la Conferenza annuale assume di solito consulenti esterni nelle questioni giuridiche che richiedono la rappresentanza legale, tale assunzione e rappresentanza viene effettuata sotto la supervisione, e con il consenso, del cancelliere della conferenza.
- In altre Chiese, il cancelliere di una diocesi è un avvocato che rappresenta la Chiesa in questioni legali.